# آلن بیلی
آلن بیلی (انگلیسی: Alan Biley؛ زادهٔ ۲۶ فوریهٔ ۱۹۵۷) بازیکن فوتبال اهل بریتانیا است.
از باشگاه‌هایی که در آن بازی کرده‌است می‌توان به باشگاه فوتبال استوک سیتی، باشگاه فوتبال پورتسموث، باشگاه فوتبال کمبریج یونایتد، باشگاه فوتبال دربی کانتی، باشگاه فوتبال لوتون تاون، باشگاه فوتبال پانیونیوس، باشگاه فوتبال اورتون، و باشگاه فوتبال برایتون اند هوو آلبیون اشاره کرد.